# Rivière Noire (rivière Rocheuse)
Pour les articles homonymes, voir Rivière Noire.
La rivière Noire coule entièrement dans le territoire non organisé de Picard, dans la municipalité régionale de comté (MRC) de Kamouraska, dans la région administrative du Bas-Saint-Laurent, au Québec, au Canada.
La rivière Noire est un affluent de la rive est de la rivière Rocheuse laquelle coule vers le nord-ouest pour se déverser sur la rive est du lac Morin (Kamouraska), lequel est traversé vers le nord par la rivière Fourchue ; cette dernière se déverse sur la rive est de la rivière du Loup (Bas-Saint-Laurent) lequel coule vers le nord pour se déverser sur la rive sud du fleuve Saint-Laurent à la hauteur de la ville de Rivière-du-Loup.

## Géographie
La rivière Noire prend sa source en zone forestière dans le territoire non organisé de Picard, dans la Réserve de Parke. Cette source est située à 27,2 km au sud-est du littoral sud-est de l'estuaire du Saint-Laurent, à 5,9 km au nord du lac des Roches, à 11,4 km au nord-ouest du lac Pohénégamook, à 9,0 km à l'est de la rivière Fourchue et à 10,7 km au sud-est du lac Morin (Kamouraska).
À partir de sa source, la rivière Noire coule sur 4,8 km selon les segments suivants :
- 4,2 km vers le sud-ouest dans le territoire non organisé de Picard, en traversant une zone de marais, jusqu'à la route 289 ;
- 0,6 km vers le sud-ouest dans Réserve de Parke, jusqu'à sa confluence.

La rivière Noire se déverse dans le territoire non organisé de Picard sur la rive est de la rivière Rocheuse. Cette confluence est située à 4,6 km au nord-ouest du lac des Roches.

## Toponymie
Le toponyme « rivière Noire » a été officialisé le 5 décembre 1968 à la Commission de toponymie du Québec.